# Residencia Presidencial de Chapadmalal

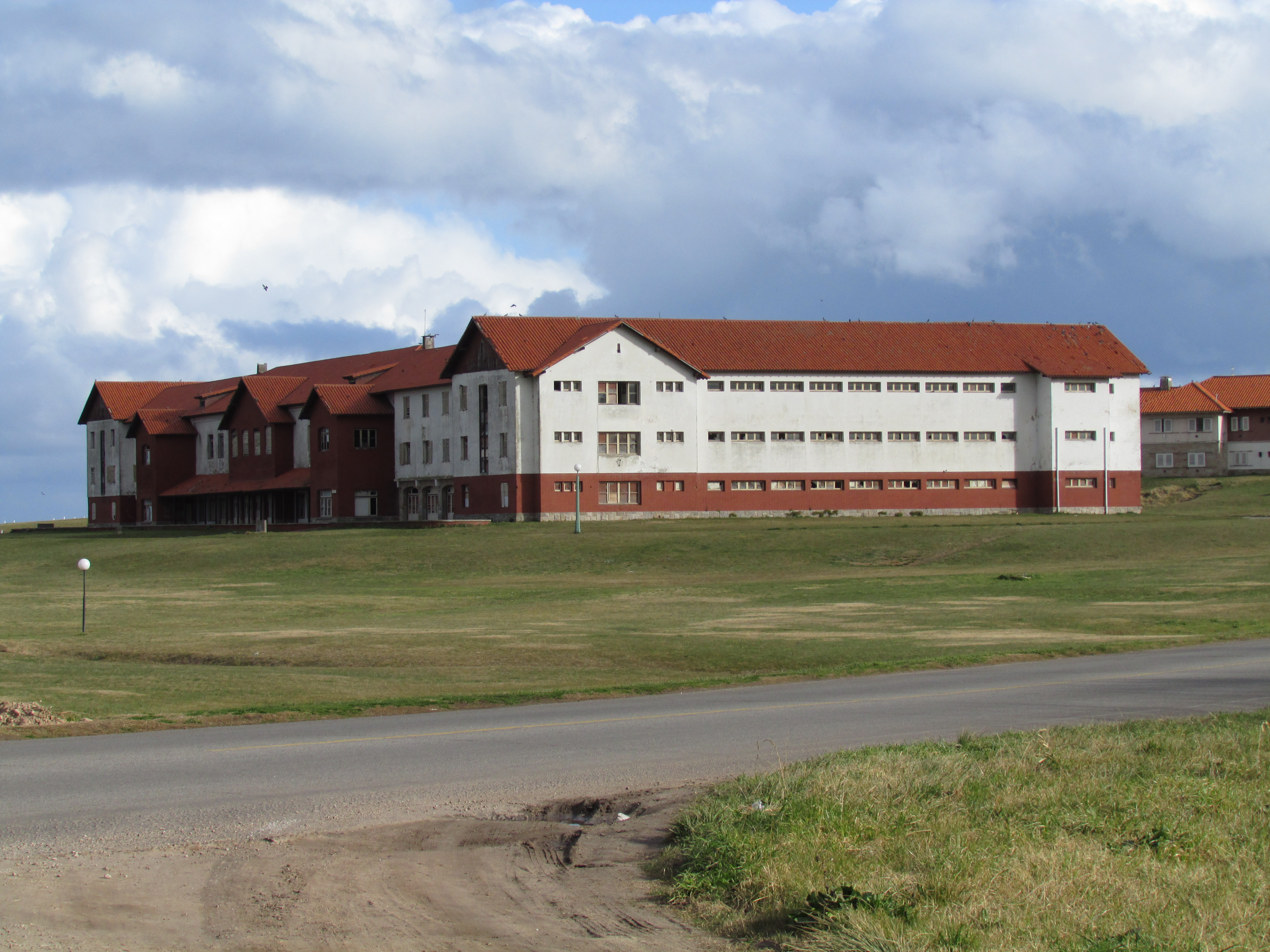
Edificio de la Unidad Turística de Chapdmalal, parte del complejo donde se encuentra la residencia.

La Residencia Presidencial de Chapadmalal es la residencia de vacaciones del presidente de la Nación Argentina. Fue construida en 1947 en la Unidad Turística de Chapadmalal creada simultáneamente. Consta de un chalet y diversas residencias.
Es, junto a la Quinta presidencial de Olivos, una de las dos residencias oficiales de uso del presidente argentino.

## Historia
En 1947, bajo la presidencia de Juan Domingo Perón se ordenó la construcción del complejo turístico y la residencia presidencial, a la cual se le asignó fines sociales. Consistente en un conjunto de edificios y pabellones los cuales fueron pensadas para albergar niños, en especial hijos de obreros. Las obras se dieron en el marco del Primer Plan Quinquenal peronista, entre 1947 y 1952, inaugurándose entre esos años, al menos, una edificación por año. La Fundación Eva Perón se encargó de llevar contingentes de niños hasta cuatro mil por cada dos semanas. El uso del complejo turístico por parte de obreros fue mermando con el avenimiento de la Revolución Libertadora y la progresiva construcción de hoteles sindicales en Mar del Plata en la década de 1960.
La unidad turística fue utilizada como hotel alojamiento pago, a veces formando parte de programas de viajes para jubilados afiliados al PAMI. La unidad presidencial fue utilizada por los sucesivos presidentes de facto y constitucionales, como Jorge Rafael Videla, quién recibió a James Carter en el lugar.
Luego del regreso a la democracia en 1983, todos los presidentes la utilizaron, aunque se reportó que el complejo en su totalidad ha quedado abandonado por momentos y carente de mantenimiento. Algunos presidentes como Raúl Alfonsín y Carlos Menem la utilizaron asiduamente, al igual que Fernando de la Rúa. Otros presidentes, de corto mandato, como Eduardo Duhalde y Adolfo Rodríguez Saá, la utilizaron para descasar en medio de la conflictividad social de sus presidencias. Con el matrimonio de Néstor Kirchner y Cristina Fernández, tuvo un limitado uso, dado la tendencia de ambos de descansar en El Calafate. Mauricio Macri utilizó la residencia para realizar reuniones con su gabinete, popularmente nombrados como "retiros espirituales".
Durante el gobierno de Mauricio Macri se dispuso que este complejo se convierta en escuela de formación para la Gendarmería Nacional Argentina durante el año, y un lugar donde los mismos puedan descansar junto a sus familias durante las vacaciones de verano. Dicha resolución quedó sin efecto tras la asunción de Alberto Fernández en 2019.